# Michaela Merten
Michaela Merten, née Mazac le 31 juillet 1964 à Karlovy Vary en Tchécoslovaquie, est une actrice, chanteuse, coach, femme d’affaires, narratrice de livres audio et auteure allemande.

## Biographie
Depuis 1992, Michaela Merten est mariée à l'acteur Pierre Franckh, le couple a une fille. Avec son mari, elle a pris en charge le projet « Lebendige Seen » (lacs vivants) du Global Nature Fund qui traite des thèmes de la protection de l'environnement, du développement durable et de la protection des réserves d'eau douce.

## Carrière
Michaela Mazac a grandi à Stuttgart et Munich. Sa carrière s’oriente vers le théâtre par celui des ballets. Elle termine sa formation d'actrice au Séminaire Max Reinhardt (école d’art dramatique à Vienne). Depuis 1985, elle joue dans plusieurs séries policières, dont Le Renard, Sisk, Derrick  et Un cas pour deux. Michaela Merten était connue du public germanophone depuis 1997 pour son rôle principal dans la série familiale Katrin ist die Beste .
En 1999, elle sort un album Ich dont les textes des chansons sont écrits par son mari.
En 2006, dans son album Für Dich! elle lit douze poèmes d'amour (allemands) classiques, sur fond de musique lounge.
En 2010, son album Angels love you est composé et produit avec Sebastian Padotzke du groupe Reamonn.
Avec son mari, Michaela Merten organise des séminaires sur l'ésotérisme, pour lesquels le couple a été vivement critiqué par l'experte en sectes de Hambourg, Ursula Caberta, en octobre 2010, dans le magazine allemand Bunte. Le couple a eu droit de réponse sur ces allégations dans le même numéro du journal .
Elle écrit des livres de naturopathie, ésotériques et sur le bonheur ,.
Elle prête sa voix à de nombreux livres audio .

## Albums musicaux
- Ich, Mercury 1999[8]
- Für Dich! (Lyrik Lounge feat. Michaela Merten), Kreuz 2006
- Angels love you, Silenzio 2010[9]

## Filmographie (sélection)

### Séries télévisées
- 1987: Le Renard: Jour de référence (Der Stichtag): Doris Thiele
- 1994: Der Salzbaron (7 épisodes): Lisa Hopfinger
- 1995: Le Renard : Dix-neuf ans après (Am helllichten Tage): Jessica Stern
- 1994: Commissaire Léa Sommer: L’accident (Das Amulett): Vera Lesser
- 1995: Un cas pour deux: Dépôt de bilan (Konkur): Anke Freitag
- 1996: Le Renard: Un bon avocat (Blumen des Todes): Charlotte Raga
- 1996: Le Renard: Le contrat (Der Mordauftrag): Patricia Fuller
- 1996: Derrick: Appartement 416 (Riekes trauriger Nachbar): Gudrun Schöne
- 1997: Derrick: Pornocchio: Gitta Manzer
- 1997: Katrin ist die Beste (11 épisodes): Katrin
- 1998: Derrick: Le grand jour (Das Abschiedsgeschenk): Andrea Kaschonnick
- 1998: Siska: Tod einer Würfelspielerin: Helga Branner
- 1999: Le Renard: Contrat pour un meurtre (Auftrag für einen Mord): Ulle Graf
- 1999: Soko brigade des stups: Argentinische Berlobung: Barbara Perfall
- 2000: Le Renard: Le prix du silence (Schrecklicher Irrtum): Agnes Varna
- 2000: Siska: Der Erlköni: Judith Sommer
- 2001: Le Renard : Double meurtre (Verschmähte Liebe): Erika Rotloff
- 2001: Siska: Die Hölle des Staatsanwalts: Susi Schulke
- 2002: Siska: Im Schatten des Mörders: Christine Gabrecht
- 2002: Tatort: Heiße Grüße aus Prag
- 2002: Siska: Die Braut aus dem Nichts: Bertha Stoll
- 2003: Le Renard: L’amour meurt d’abord (Die Liebe stirbt zuerst): Christiane Wahlberg
- 2003: Siska: Abgrund: Ellen Brandes
- 2003: Un cas pour deux: Panne de freins (Bremsversagen): Rita Hauser
- 2003: Duo de maîtres: Le Nouveau Caïd (Knastbruder Felix): Karin Weirich
- 2004: Le Renard: Le masque (Die Maske): Gabriele Vorwerk
- 2004: Siska: Die Schlangengrube : Karolin Jenisch
- 2005: Le Renard: Trou noir (Der Filmriss): Judith Berg
- 2005: Soko brigade des stups: Drei Brüder: Karin Gebhardt
- 2006: Le Renard: Crise de conscience (Angst): Ulrike Rota